# Übereinkommen über Maßnahmen zum Verbot und zur Verhütung der unzulässigen Einfuhr, Ausfuhr und Übereignung von Kulturgut
Das Übereinkommen über Maßnahmen zum Verbot und zur Verhütung der unzulässigen Einfuhr, Ausfuhr und Übereignung von Kulturgut wurde am 14. November 1970 auf der 16. Tagung der UNESCO-Generalkonferenz in Paris verabschiedet. Es war der erste friedensrechtliche Vertrag, der den Begriff des Kulturguts definierte.
Mit Stand März 2016 wurde das Übereinkommen von 131 Staaten ratifiziert.
Die Konvention wurde im Jahr 2003 von der Schweiz ratifiziert. Deutschland folgte am 30. November 2007, Österreich am 15. Juli 2015.

## Bestimmung
Das Übereinkommen enthält Mindestvorschriften über gesetzgeberische und administrative Maßnahmen zur Sicherung des kulturellen Erbes und zur Verhinderung des illegalen Kulturgütertransfers.
Gem. Art. 1 a-k sind Kulturgüter jene Güter, die als „besonders bedeutsam“ für das kulturelle Erbe der ganzen Menschheit gelten. Diese Kulturgüter müssen einer der in Art. 4 der UNESCO-Konvention festgehaltenen Kategorien angehören, um unter den besonderen Schutz gemäß der Konvention zu fallen. Sie zeichnen sich dadurch aus, dass sie von jedem Staat aus religiösen oder weltlichen Gründen für Archäologie, Vorgeschichte, Geschichte, Literatur, Kunst oder Wissenschaft als besonders wichtig bezeichnet werden. Dementsprechend gehören sie zum nationalen Erbe eines Staates und werden gem. Art. 1 und Art. 4 dem betroffenen Staat zugerechnet. Daraus ergibt sich nach der Konvention, dass der jeweilige Staat auch für den Erhalt und die Sicherheit des Kulturguts zuständig ist.